# بول سميث (أكاديمي)
بول سميث (بالإنجليزية: Paul Smith)‏ (وُلد عام 1954 في إيستليه، المملكة المتحدة) وهو ناقد حضارة وأكاديمي. فهو حاصل على ليسانس في اللغات الحديثة والقديمة القروسطية من جامعة كامبريدج والدكتوراه في الدراسات الأمريكية من جامعة كينت. وحاليًا هو أستاذ الدراسات الحضارية في جامعة جورج ماسون في فيرفاكس بولاية فيرجينيا في الولايات المتحدة. وتغطي أعماله العديد من الموضوعات التي تتمركز حول الدراسات الحضارية، ومنها الحركات النسائية ودراسات نوع الجنس ودراسات خاصة بالأفلام والعولمة والنقد الحضاري الماركسي. كما أن بول رئيس اللجنة التنفيذية لجمعية الدراسات الحضارية وكان رئيسًا لـمجموعة الأدب الماركسي من عام 1988-1997.

## قائمة المصادر
- Pound Revised (1983)
- Men in Feminism, edited with Alice Jardine (1987)
- Discerning the Subject (1988)
- Clint Eastwood: A Cultural Production (1993)
- Madonnarama: On ‘Sex’ and Popular Culture, edited with Lisa Frank (1993)
- The Enigmatic Body: Selected Writings of Jean Louis Schefer (1995)
- Boys: Masculinities in Contemporary Culture, editor (1996)
- Millennial Dreams: Contemporary Culture and Capital in the North (1997)
- Primitive America: The Ideology of Capitalist Democracy (2007)
- The Renewal of Cultural Studies, editor (2011)

## وصلات خارجية
- Personal website
- GMU Cultural Studies Department site
- Questioning Cultural Studies Interview with Jeffery Williams